# العلاقات الدومينيكية المالية
العلاقات الدومينيكية المالية هي العلاقات الثنائية التي تجمع بين دومينيكا ومالي.

## مقارنة بين البلدين
هذه مقارنة عامة ومرجعية للدولتين:
| وجه المقارنة                                              | دومينيكا              | مالي            |
| --------------------------------------------------------- | --------------------- | --------------- |
| المساحة (كم2)                                             | 751                   | 1.24 مليون      |
| عدد السكان (نسمة)                                         | 73.92 ألف             | 18.54 مليون     |
| الكثافة السكانية (ن./كم²)                                 | 9.84 ألف              | 14.95           |
| العاصمة                                                   | روسو                  | باماكو          |
| اللغة الرسمية                                             | لغة إنجليزية          | لغة فرنسية      |
| العملة                                                    | دولار شرق الكاريبي    | فرنك غرب أفريقي |
| الناتج المحلي الإجمالي (بليون دولار)                      | 562.54 مليون          | 15.29 مليار     |
| الناتج المحلي الإجمالي (تعادل القوة الشرائية) بليون دولار | 789.63 مليون          | 35.69 مليار     |
| الناتج المحلي الإجمالي الاسمي للفرد دولار أمريكي          | 7.12 ألف              | 724             |
| الناتج المحلي الإجمالي للفرد دولار أمريكي                 | 10.88 ألف             | 1.60 ألف        |
| مؤشر التنمية البشرية                                      | 0.724                 | 0.419           |
| رمز المكالمات الدولي                                      | +1767                 | +223            |
| رمز الإنترنت                                              | .dm                   | .ml             |
| المنطقة الزمنية                                           | 00، توقيت أطلنطي موحد | 00              |

## منظمات دولية مشتركة
يشترك البلدان في عضوية مجموعة من المنظمات الدولية، منها:
| علم المنظمة | اسم المنظمة                                 | تاريخ انضمام دومينيكا | تاريخ انضمام مالي |
| ----------- | ------------------------------------------- | --------------------- | ----------------- |
|             | مجموعة دول أفريقيا والكاريبي والمحيط الهادئ | ?                     | ?                 |
|             | مؤسسة التنمية الدولية                       | 29 سبتمبر 1980        | 27 سبتمبر 1963    |
|             | الأمم المتحدة                               | 18 ديسمبر 1978        | 28 سبتمبر 1960    |
|             | منظمة التجارة العالمية                      | ?                     | ?                 |
|             | منظمة الشرطة الجنائية الدولية               | ?                     | ?                 |
|             | الاتحاد الدولي للاتصالات                    | 28 أكتوبر 1996        | 21 أكتوبر 1960    |
|             | البنك الدولي للإنشاء والتعمير               | 29 سبتمبر 1980        | 27 سبتمبر 1963    |
|             | الاتحاد البريدي العالمي                     | ?                     | ?                 |
|             | منظمة حظر الأسلحة الكيميائية                | ?                     | ?                 |
|             | مؤسسة التمويل الدولية                       | 29 سبتمبر 1980        | 9 مايو 1978       |
|             | وكالة ضمان الاستثمار متعدد الأطراف          | 7 أكتوبر 1991         | 22 أكتوبر 1992    |
|             | يونسكو                                      | 9 يناير 1979          | 7 نوفمبر 1960     |